# Eupholidoptera hesperica
Eupholidoptera hesperica är en insektsart som beskrevs av Scott LaGreca 1959. Eupholidoptera hesperica ingår i släktet Eupholidoptera och familjen vårtbitare. Inga underarter finns listade i Catalogue of Life.